# Općinstvo svetih
Općinstvo svetih (lat. communio sanctorum) duhovno je jedinstvo kršćana, kojeg čine kršćani na zemlji, kršćani na nebu i oni u čistilištu. Oni svi dio su jednog "mističnog tijela", s Kristom kao glavom, u kojem svaki član pridonosi za svoju dobrobit i dobrobit svih.
Najstarija poznata upotreba ovoga izraza, koji se odnosi na vjerovanje u mističnu vezu živih i preminulih vjernika u potvrđenoj nadi i ljubavi potječe od sv. Niketasa iz 4. stoljeća; pojam od tada ima središnju ulogu u formulacijama kršćanske vjere. Vjera u Općinstvo svetih potvrđena je u apostolskom vjerovanju: "vjerujem u općinstvo svetih".
Izričaj “općinstvo svetih” ima dva, usko povezana značenja: “zajedništvo u svetim stvarima, [“sancta” – “svetinje”]” i “zajedništvo između svetih osoba, [“sancta” – “sveti”]”.
U teologiji se razlikuju tri stadija Crkve u kontekstu općinstva svetih. Vjernici koji još putuju zemljom u vječnu domovinu zovu se “Putujuća Crkva”. Vjernici koji se još nakon smrti čiste od svoje grešnosti i ne uživaju potpuno nebesko blaženstvo zovu se “trpeća” Crkva (u čistilištu). Vjernici koji su, nakon zemaljske borbe, već postigli nebesko blaženstvo i uživaju u slavi Božjoj, zovu se “slavna” ili “pobjednička” Crkva.